# AK-47
El Avtomat Kalashnikova modelo 1947 (del ruso Автомат Калашникова образца 1947 года) o más conocido por el acrónimo AK-47 (que recibe en nombre de su diseñador y la fecha en la que lo creó) (traducido al español Rifle Automático Kalashnikov Modelo 1947) es un fusil de asalto soviético, de calibre 7,62 mm, diseñado por Mijaíl Kaláshnikov, combatiente soviético durante la Segunda Guerra Mundial. Fue el fusil oficial de la Unión Soviética entre 1949 y 1978. En diciembre de 2007, el AK-47 llegó a ser el arma de fuego de mayor producción de la historia, con cerca de 80 millones de unidades manufacturadas.

## Historia
Mijaíl Kaláshnikov (1919-2013) fue un militar soviético que combatió en la Segunda Guerra Mundial contra la Alemania nazi; fue herido por un disparo en la batalla de Bryansk. Durante su estancia en el hospital se inspiró para crear una nueva arma, ya que las anticuadas carabinas soviéticas eran de difícil uso y presentaban distintas complicaciones para los soldados del Ejército Rojo. Al salir del hospital, en 1942, Kaláshnikov fue al taller, donde empezó a fabricar sus diseños. Este nuevo proyecto llamó la atención de sus superiores y lo trasladaron al Instituto de Aviación de Moscú para trabajar con más recursos.
En 1943, Kaláshnikov creó un fusil que empleaba el cartucho 7,62x39mm, pero su prototipo no fue elegido para servir al ejército ruso; se dice que tuvo que rediseñarlo adquiriendo conocimientos del estudio del fusil alemán Sturmgewehr 44 (Stg.44), aunque sus mecanismos son muy distintos. Por este motivo, algunos autores opinan que muchas armas modernas, como el fusil M16 y el propio AK-47 han recogido del Sturmgewehr 44 muchas soluciones técnicas, y deben a este modelo su existencia. Este hecho está discutido, pues todos los sistemas empleados en el Sturmgewehr 44 (cargadores curvos, fabricación en chapa estampada, sistema de acerrojamiento por rodillos semirrígidos, culata plegable, etc.), ya existían en diversas armas anteriores. Otras características fueron recogidas del Sturmgewehr 45 (Stg.45), que los alemanes desarrollaron en el último año de la guerra (1945), para disminuir el precio de coste del modelo 44 del año anterior y aumentar el ritmo de producción.
Pese a la reciente adopción de la carabina SKS, varios diseñadores continuaron sus trabajos en búsqueda de un arma que emulara las prestaciones del fusil Sturmgewehr 44, que utilizaba el cartucho intermedio (7,92x33mm). En 1946 Kaláshnikov ya tenía finalizado un fusil de asalto de fuego rápido, pero continuó perfeccionando el diseño mientras el ejército ya lo probaba. A este fusil se lo denominó AK-46 y a la versión final, AK-47.
En 1951 el Ejército Rojo lo adoptó como arma principal de la infantería, sustituyendo al subfusil PPSh-41, aunque no fue hasta 1954 cuando entró en servicio a gran escala. Posteriormente fue elegido por los países del bloque oriental en el Pacto de Varsovia como arma reglamentaria para sus ejércitos durante la Guerra Fría. Debido a su excelente desempeño, el AK-47 se convirtió en la espina dorsal del Ejército Rojo. El fusil fue mejorado apareciendo varias versiones como el AKM, PA M1986, RPK, Tipo 56, Tipo 58, y varios constructores de armas se inspiraron en su diseño y lo modificaron o tomaron parte de sus mecanismos y crearon nuevos fusiles con base en este, como el Rk-62, AK-74, RPK-74, AK-103, IMI Galil y el INSAS, entre muchos otros.
Al poco tiempo de su creación, el AK-47 se convirtió en el arma más popular entre los militantes guerrilleros de ideología marxista, y en el arma principal de los ejércitos de los países firmantes del Pacto de Varsovia. Gracias a que los materiales y la construcción del AK-47 son de bajo coste, se ha convertido en el arma más numerosa del planeta. Se calcula que existen entre 35 y 50 millones de fusiles de este tipo, sin contar los que se fabrican ilegalmente cada año. Es producido por 18 países. Estos son: Albania, China, Bulgaria, la extinta Alemania Oriental, Hungría, Egipto, India, Irak, Irán, Marruecos, Finlandia, Corea del Norte, Vietnam, Yugoslavia (actualmente Serbia), Pakistán, Polonia y Rumania, y de manera privada para uso deportivo y de colección, por empresas en los Estados Unidos.

## Características

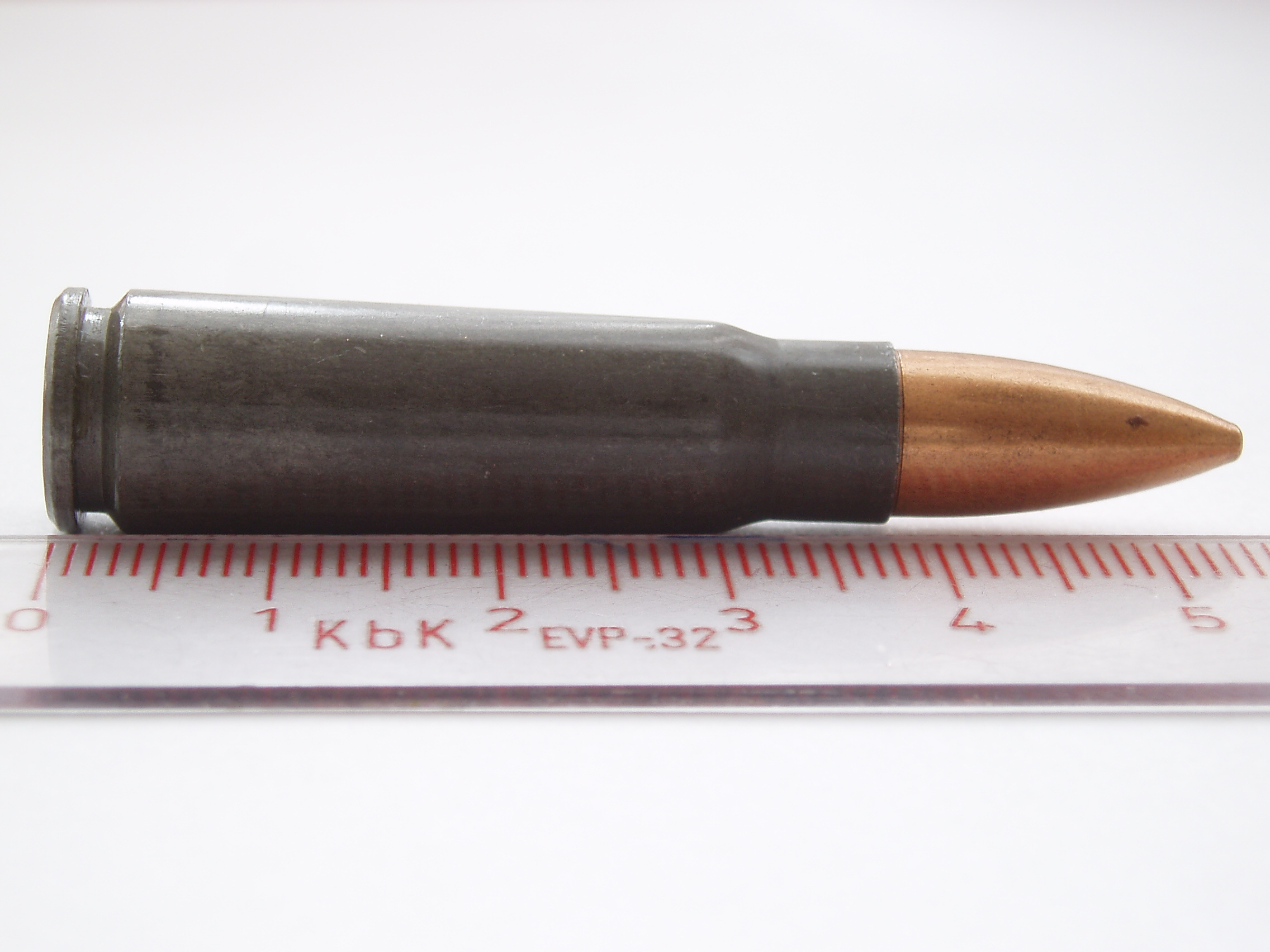
Cartucho intermedio 7,62 x 39.

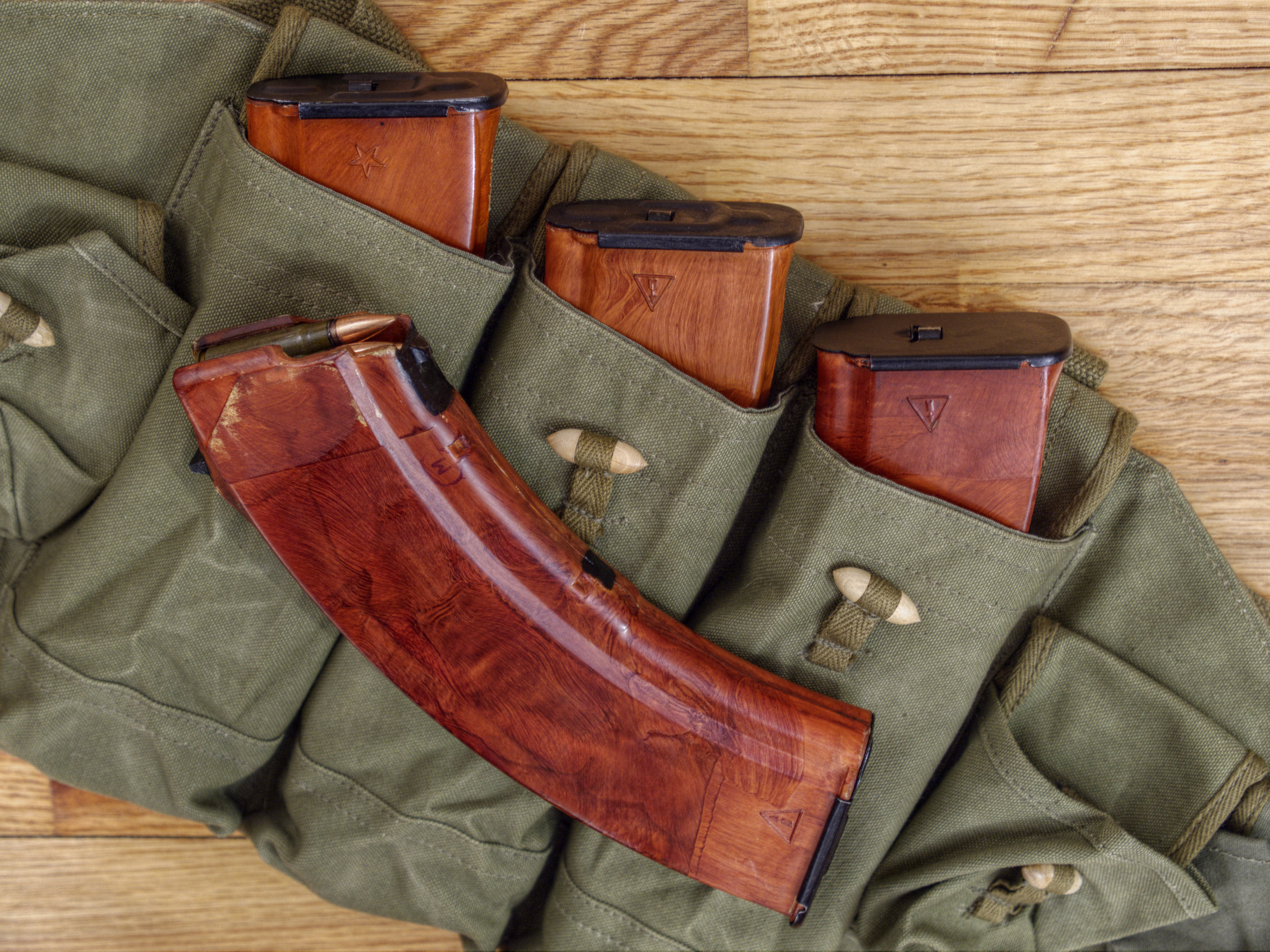
Cargadores de bakelita del AK-74 calibre 5,45x39mm

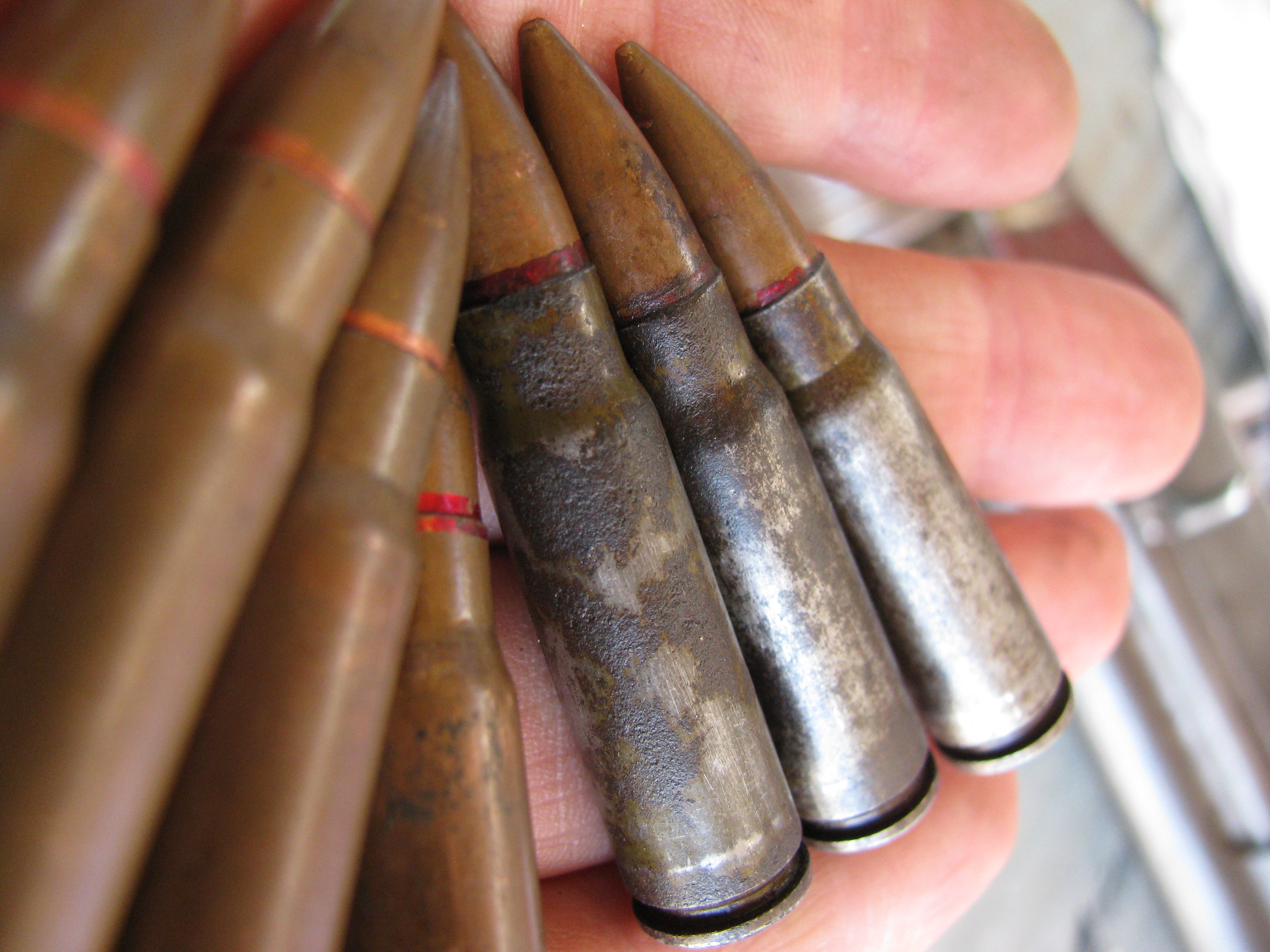
Cartuchos 7,62 x 39 fabricados en Rusia y Pakistán.

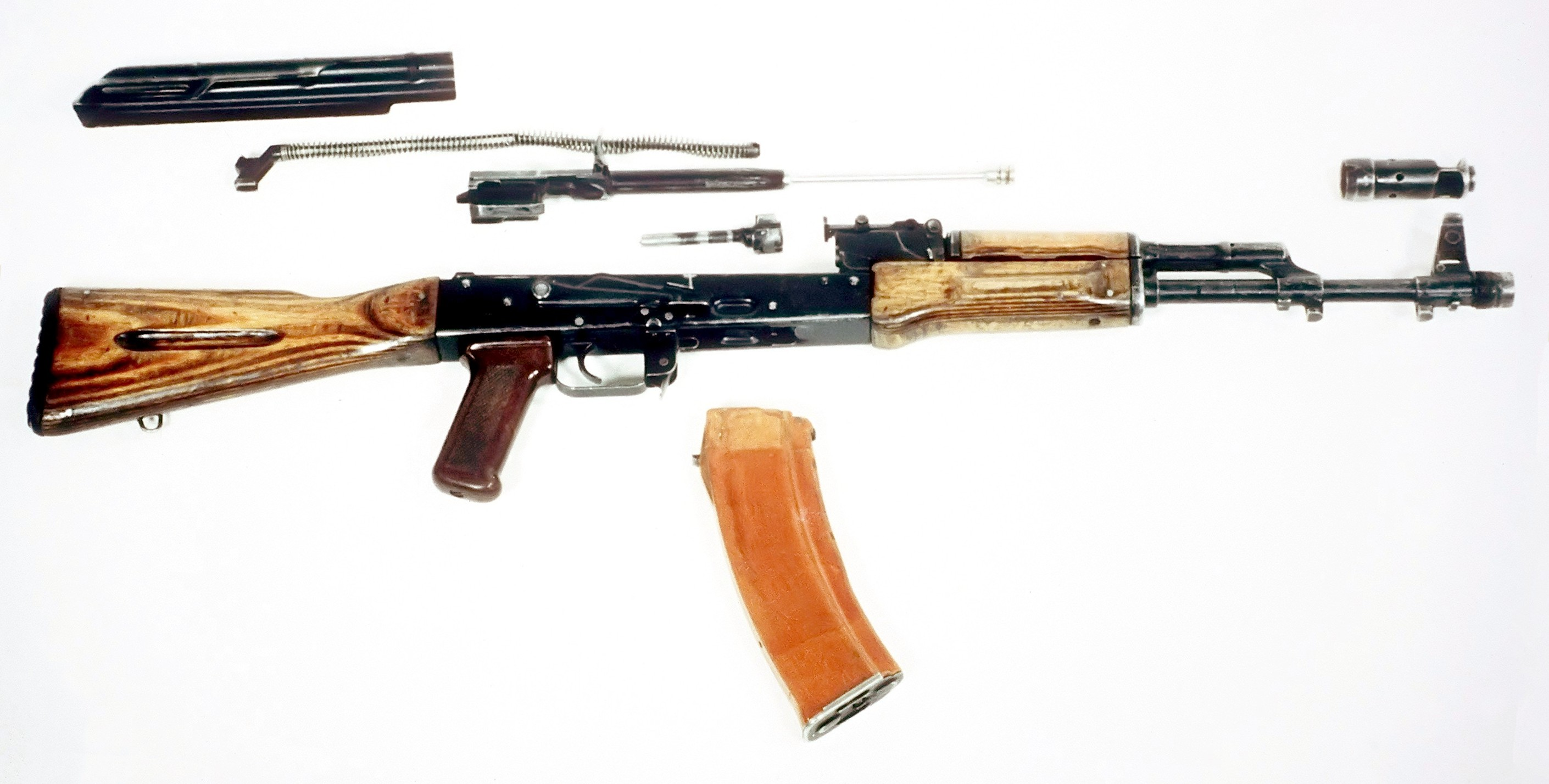
Piezas principales de un AK-47.

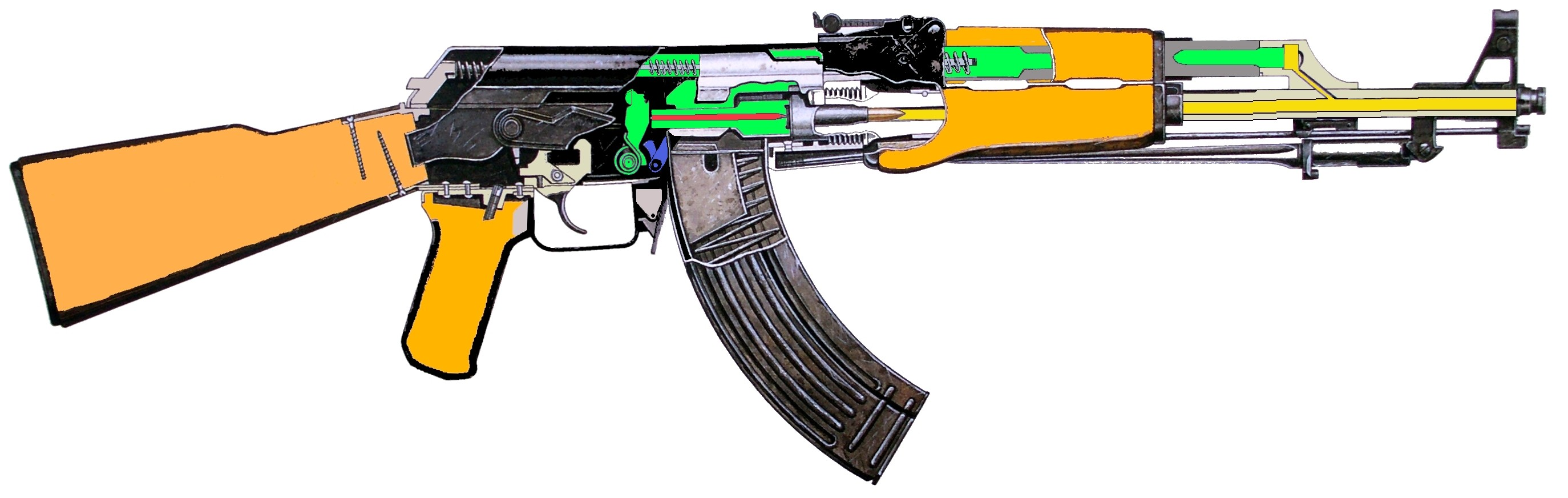
Funcionamiento del fusil de asalto Tipo 56, copia china del AK-47.

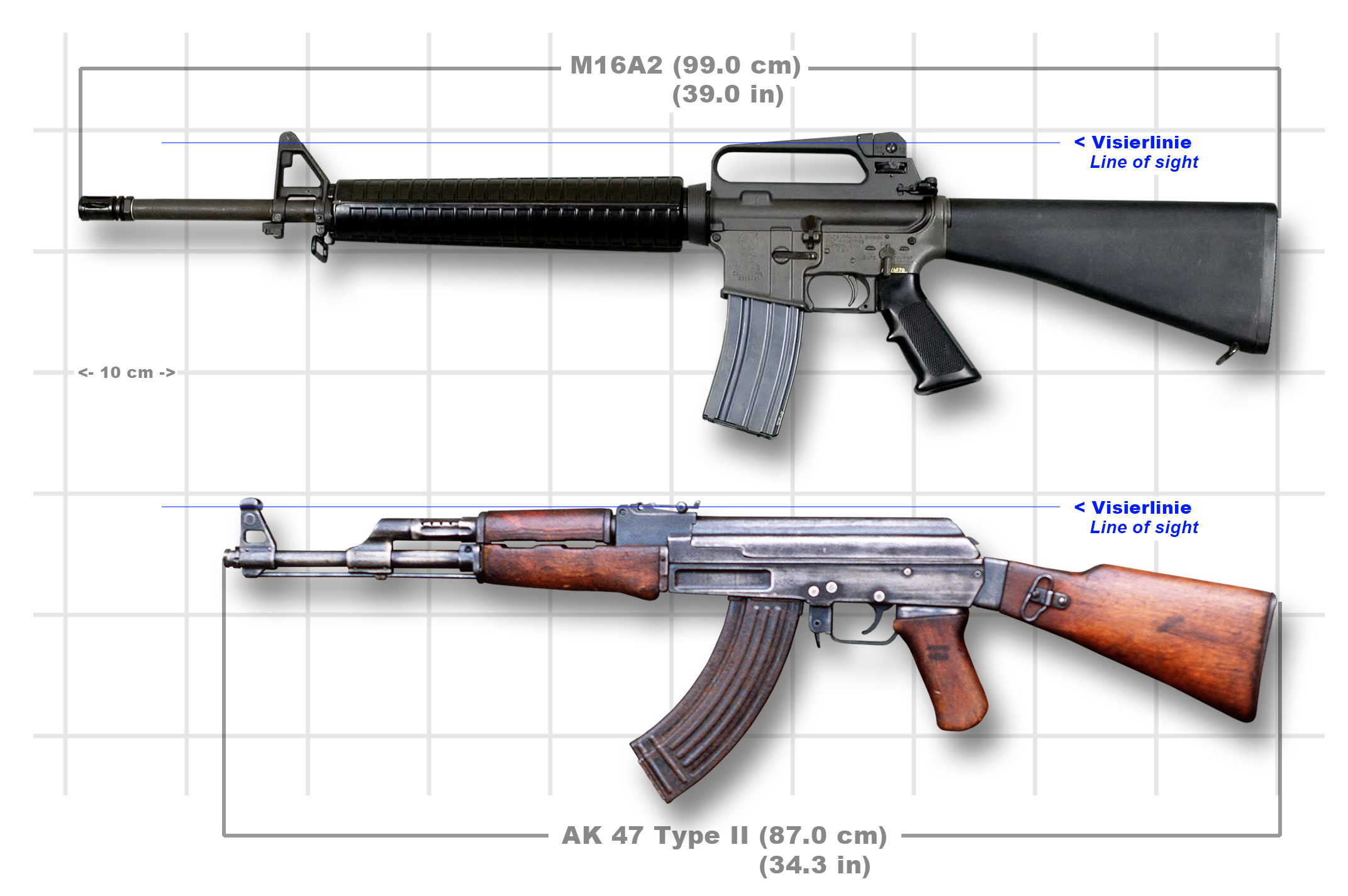
Comparación entre el M16A2 y el AK-47.

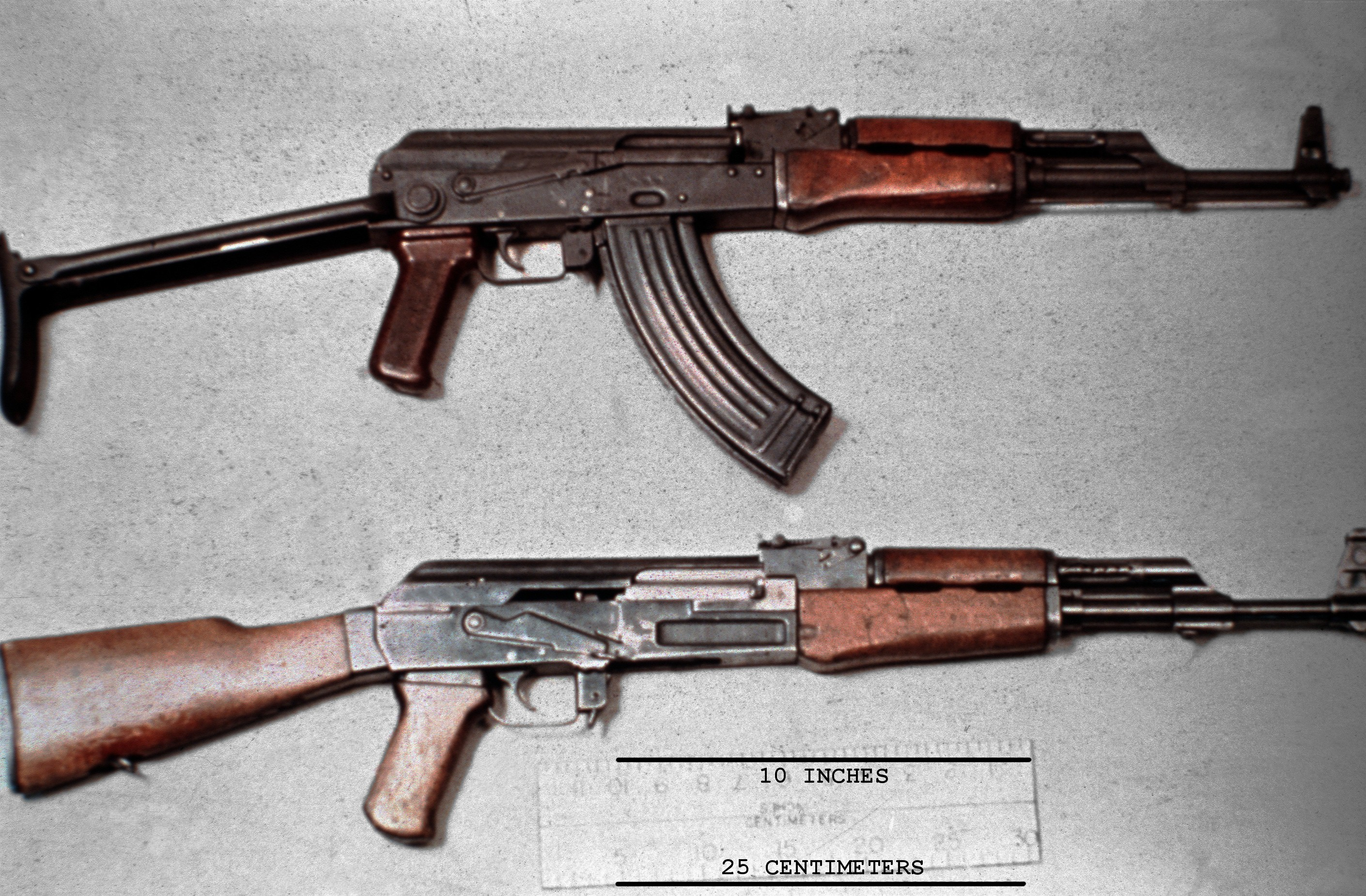
Un AKMS y un AK-47 Tipo 2.

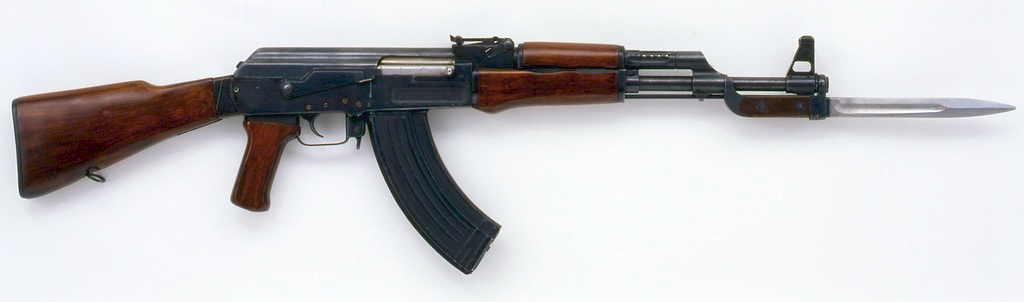
Un AK-47 con bayoneta.

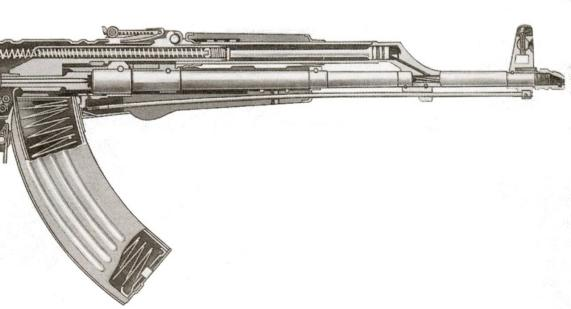
Dibujo seccionado del cañón y el cilindro de gases del AK-47.

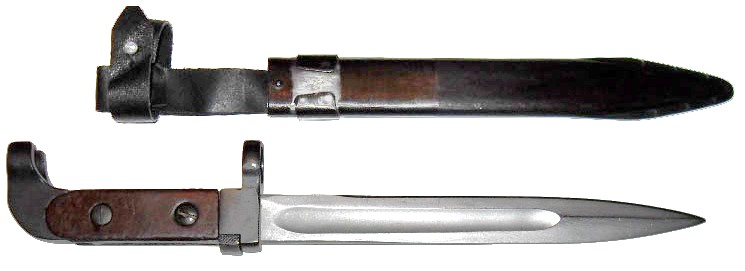
Bayonetas del AK-47.

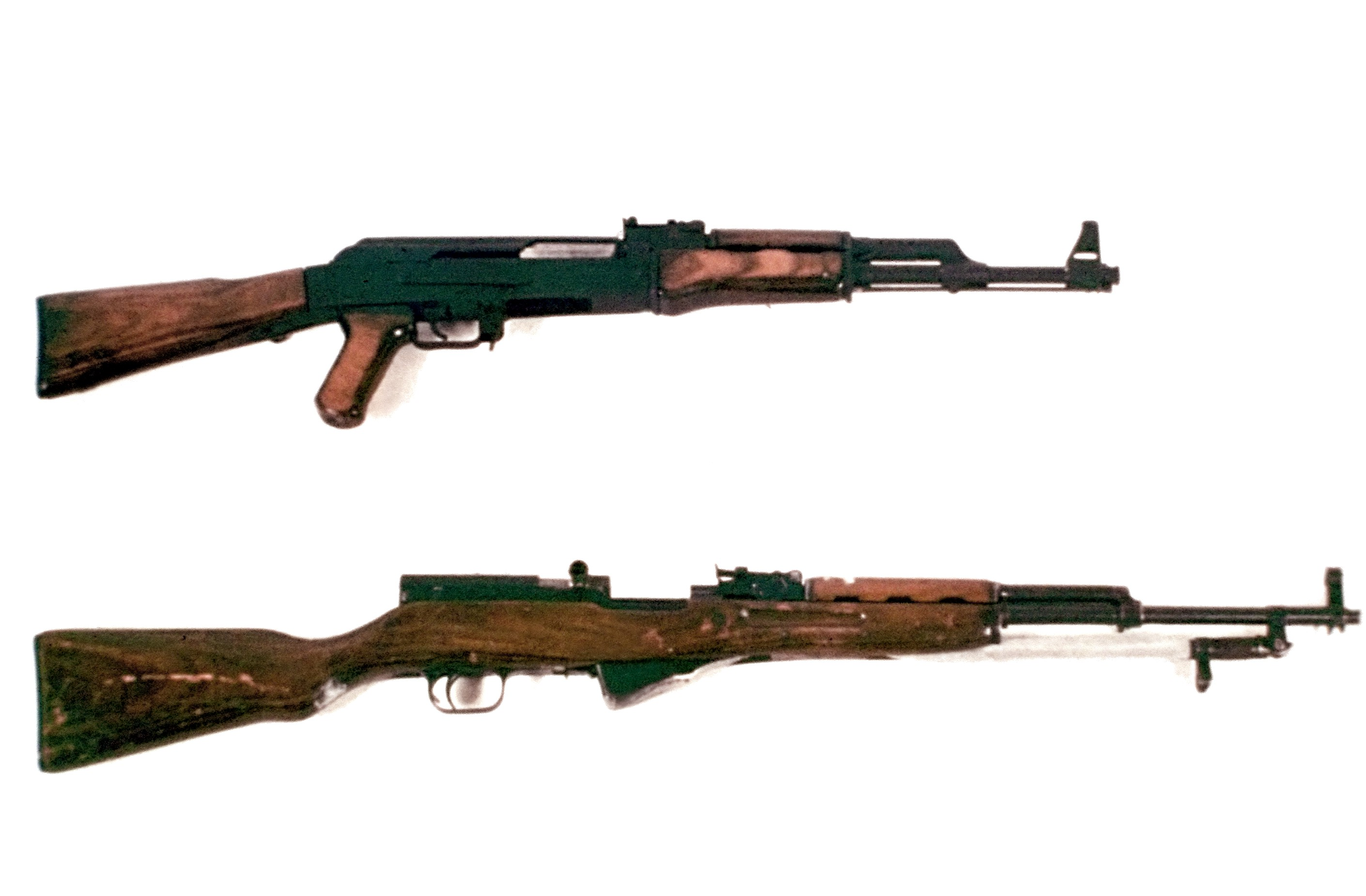
Comparación entre un AK-47 y una SKS.

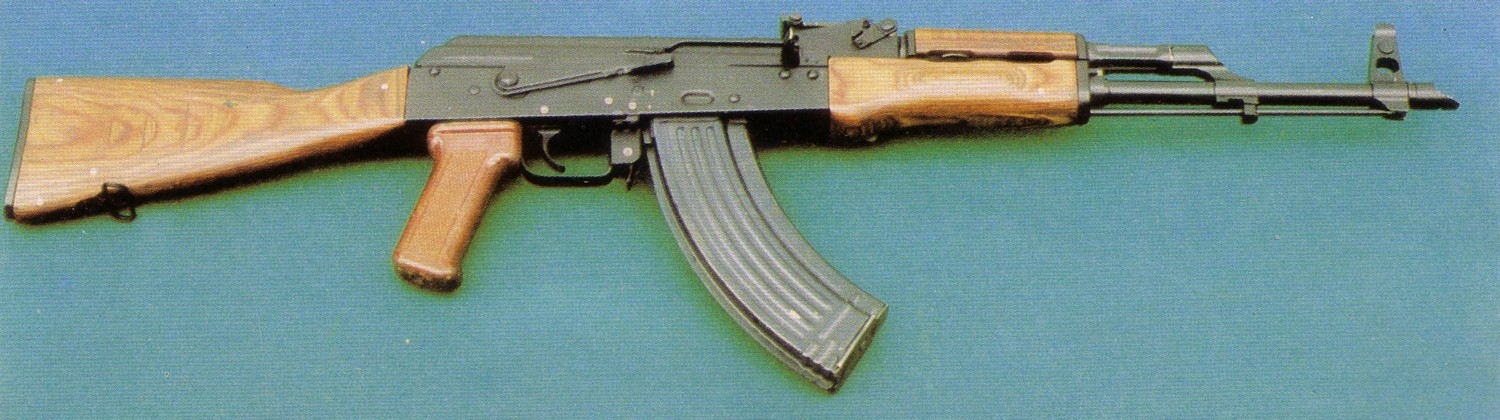
Un AKM, sucesor del AK-47.

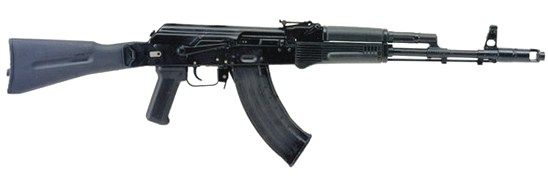
Un AK-103 calibre 7,62 mm.

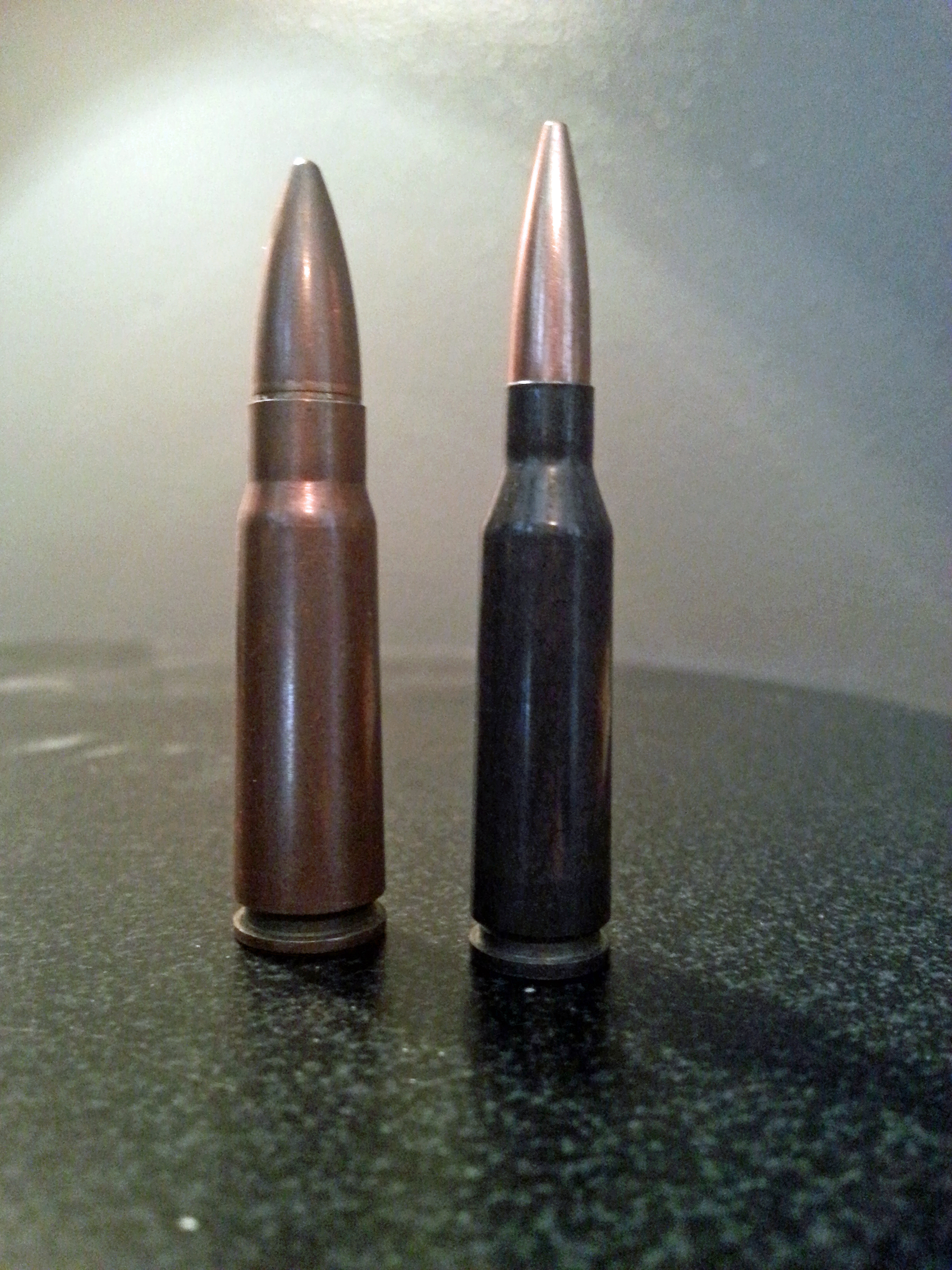
Comparación entre el 7,62 x 39 (cartucho del AK-47) y el 5,45 x 39 (cartucho del AK-74).

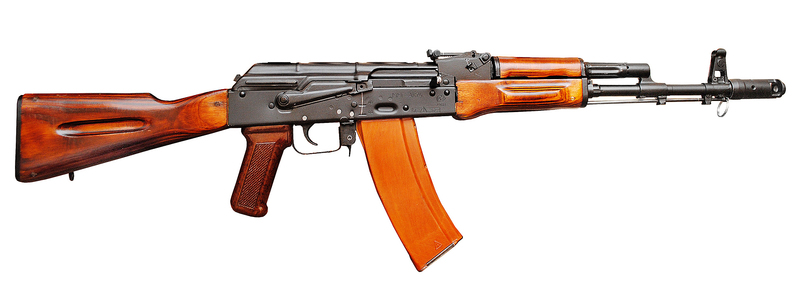
Un Ak-74.

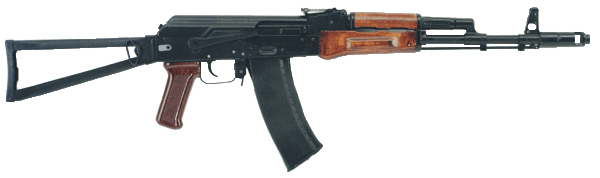
Un AKS-74.

Lo que hace peculiar a este fusil es su sistema de recarga de cartuchos, que utiliza la fuerza de los gases de combustión producidos por el disparo para facilitar la colocación de un nuevo cartucho en la recámara del arma y expulsar el casquillo ya utilizado. Sistema que es conocido como «toma de gases en un punto del cañón». En este sistema, el suministro de fuerza para el funcionamiento del arma se realiza mediante la toma de una pequeña cantidad de los gases impulsores del disparo anterior, una vez que la bala ha pasado hacia la boca. Este gas se dirige hacia una toma, a través de la cual entra en el tubo de gas del arma: allí empuja un pistón que se halla conectado al cerrojo y a su dispositivo de cierre. Primero abre el cerrojo y luego lo empuja hacia atrás. Después, un muelle recuperador ejerce esta acción hacia delante para repetir el ciclo. Esto hace que el arma tenga un menor retroceso y que por tanto la fiabilidad en el disparo sea mayor. Su cargador curvado, que le confiere una mayor capacidad en un espacio menor, es también signo distintivo de este fusil de asalto. Los cargadores del arma en su versión original se fabrican de chapa de acero estampada; pueden encontrarse en la actualidad cargadores fabricados de polímeros u otros materiales más livianos, económicos y fáciles de fabricar, aunque menos duraderos que los primeros.
El sistema de acerrojado es de cabezal rotativo, dado que una ranura alabeada en el porta-cerrojo de cierre obliga al cerrojo a girar 37° para obturar o desobturar la recámara del arma. El mecanismo de disparo es sencillo, mediante un martillo y un único resorte, que es compartido por esta pieza y el fiador del automatismo. Posee una palanca selectora de gran tamaño ubicada sobre el lado derecho del cajón de mecanismos, que trabaja en tres posiciones: «seguro» (superior), «tiro automático» (medio) y «tiro semiautomático» (inferior). Algunos modelos poseen una culata fija, otros una culata plegable y algunos el modelo de culata rebatible. Todos los modelos vienen provistos de una baqueta, ubicada en la parte inferior del cañón, y un tubo con herramientas dentro de la culata.

mecanismo accionado por gas del ak47 y variantes

El AK-47 es famoso por su gran fiabilidad, ya que soporta condiciones ambientales muy desfavorables sin ningún inconveniente. Se ha probado que el arma sigue disparando a pesar de ser lanzada al barro, sumergida en agua y atropellada por una camioneta. Ejemplares viejos con decenas de años de servicio activo no presentan ningún problema; es un arma muy segura y permite alcanzar un blanco a 285 metros de distancia, según el fabricante, ya que fue diseñada según las experiencias de la Segunda Guerra Mundial, y se entendía que todos los combates se producían a menos de esa distancia.
Existen informes de la guerra de Vietnam donde soldados estadounidenses abandonaban sus fusiles M16 por el norvietnamita, debido al constante encasquillamiento de sus fusiles (modelo M16A1) y al hecho de que esta arma era más corta y fácil de operar en la selva. La doctrina norvietnamita no requería de combates a distancia, sino de asaltos de 100 a 50 metros, e incluso menos, para inutilizar las ventajas de tiro del fusil occidental, que aunque era más moderno, también era menos útil en el campo de batalla. Esto fue publicado en la revista estadounidense Life del 23 de junio de 1967, en cuya portada, con el pie "Wrap-up of the astounding war", aparecía la imagen del mayor general israelí Yossi Ben Hanan en el canal de Suez con el agua a la altura del pecho, sonriendo al fotógrafo y sosteniendo sobre su cabeza el fusil AK-47.
La principal desventaja se encuentra en su selector de tiro, que hace un ruido característico al cambiar de la posición seguro a automático, lo que en distancias cortas delata la posición del tirador.
Posteriormente se crearon nuevos modelos, incluida una versión modernizada conocida como AKM, o de asalto con culata plegable (AKMS), especialmente concebida para paracaidistas, y cuyo peso era de 3,14 kg.
En 1974 aparece una nueva versión: el AK-74. Fabricado en un calibre menor, empleando el cartucho 5,45 x 39, el AK-74 cuenta también con una versión corta para operaciones especiales: el AK-74U, también en calibre 5,45 mm. Esta versión ha sido fabricada por varios países, entre ellos China, Corea del Norte, Finlandia, Egipto, países del anterior Pacto de Varsovia e incluso se han encontrado modelos fabricados por tribus de Pakistán.
La versión norcoreana es más larga, mientras que la checoslovaca es más ligera. El AK es una de las armas más solicitadas para combate irregular. Se ha convertido en símbolo de la insurrección popular y es usada por numerosos grupos insurgentes, ejércitos rebeldes, organizaciones terroristas y estados dictatoriales. En El Salvador, durante la ofensiva de la guerrilla de noviembre de 1989, el ejército usó fusiles AK-47 para asesinar a los jesuitas de la Universidad Centroamericana (UCA), intentando así hacer parecer que tal asesinato lo había cometido el grupo insurgente del FMLN. Esto es debido a su fácil manejo, bajo precio y casi nulo mantenimiento. El acceso a esta arma es sencillo, por lo que se la puede encontrar también en ejércitos regulares.
La amplia disponibilidad del AK-47 y sus variantes es un legado de la Guerra Fría. Su producción fue, en un principio, promovida por el Gobierno soviético entre sus aliados, pero hubo escasos o incluso nulos controles sobre los acuerdos de producción. Millones de AK-47 fueron también suministrados a algunos regímenes (destacando el envío de 3 millones de unidades de fusiles AK por la CIA a los insurgentes muyahidines, como ayuda militar contra el régimen prosoviético instaurado en Afganistán en los años 80), durante ese periodo, y todavía están en circulación.
Cabe destacar que el AK-47 ha sido la base para desarrollar diversas armas distintas, tales como AKS, AKM, RPK, Tipo 56, Tipo 58, Rk 62, AK-74, INSAS, AK-101/AK-102, AK-103/AK-104, AK-105, AK-107/AK-108, R4, IMI Galil, AK-12 y otros. También es destacable que la familia AK mantiene una modularidad excepcional que permite el intercambio de piezas distintas entre modelos, por lo que se puede reparar o modificar armas sin mayor problema para el usuario.

## Características de su popularidad
- Su alta fiabilidad y gran resistencia.
- Su poca necesidad de mantenimiento.
- Su gran poder de destrucción debido a su alto calibre (7,62 x 39 mm).
- Su facilidad de mantenimiento (en caso de ser necesario).
- Su facilidad de desarmado.

## Variantes del AK-47

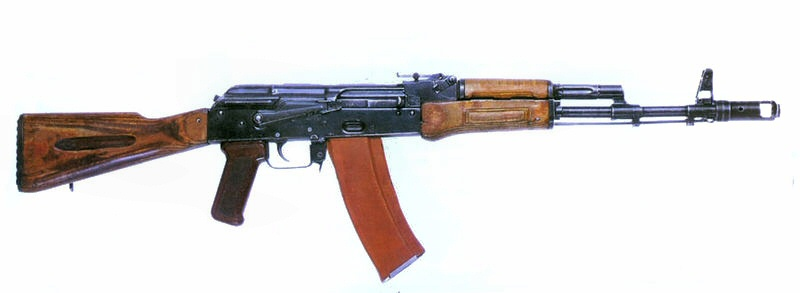
Un AK-74.

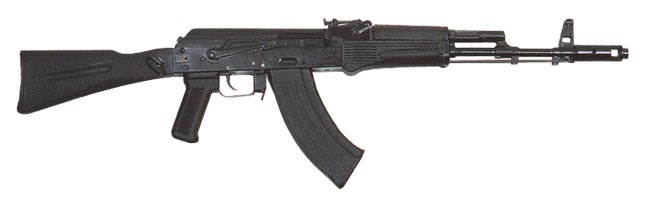
Un AK-103.

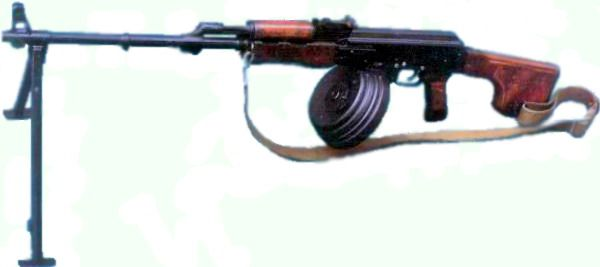
Una RPK con cargador de 75 cartuchos.

Las principales variantes del AK-47 son:
- RPK, 7,62 x 39 - Ametralladora ligera, con el cañón más largo y un bípode.
- AKM, 7,62 x 39 - Una versión simplificada y más ligera del AK-47. Esta versión tiene un peso de aproximadamente 3,61 kg, considerablemente menor que la versión anterior; esto se debe a que tiene un cajón de mecanismos más ligero.
- AKMSU, 7,62 x 39 - Versión similar pero acortada del AKM, mide unos 35 cm.
- Tipo 56, 7,62 x 39 - Copia china sin licencia del AKM, con bayoneta plegable.
- Tipo 58, 7,62 x 39 - Copia norcoreana sin licencia.
- IMI Galil, 5,56 x 45 OTAN - copia diversos mecanismos de funcionamiento, como el pistón accionado por gases. De manufactura israelí al principio, hoy día lo fabrica de suministros militares del gobierno colombiano INDUMIL en sus plantas de microfundición y metalmecánica de Bogotá, en Colombia para la IWI (antigua IMI)
- Pistol Mitralieră model 1965, 7,62 x 39 - Copia rumana con culata plegable.
- Puşcă Automată model 1986, 5,45 x 39 - Copia rumana de calibre 5,45 mm, con culata plegable.
- Rk 62, 7,62 x 39 - Versión finlandesa. Aunque se asemeja al AK y use el mismo sistema de gases, el cerrojo rotativo y el cargador curvo rayado, se diferencia por usar una culata tubular, el guardamano de plástico tiene hoyos y en la versión de paracaidistas tiene una culata plegable esquelética, que se pliega hacia la derecha del arma, similar a la del FN FAL belga y el IMI Galil israelí.
- AK-74, 5,45 x 39 - Ver artículo principal para más detalles.
- AKS-74U, Es una versión corta del AK-74
- RPK-74 5,45 x 39 - Versión ametralladora ligera del AK-74
- INSAS, 5,56 x 45 OTAN - Versión india
- AK-101, 5,56 x 45 OTAN.
- AK-103, 7,62 x 39.
- AK-107/108, 5,56 x 45 OTAN.
- AK-12
- Fusil R4, 5,56 x 45 OTAN - Versión sudafricana con culata plegable, similar al Galil.
- Zastava M70 es la variante yugoslava del AK, se caracteriza por tener una culata de madera o tubular y un guardamanos en forma de borrador de pizarrón.
- AG-043

En 1978, la Unión Soviética inició un proceso de reemplazo del AK-47 y el AKM por un diseño nuevo: el AK-74. Este fusil comenzó a ser exportado cuando la Unión Soviética se deshizo definitivamente de él en 1991. La producción, tanto de esta arma como de todas las otras armas ligeras, disminuyó drásticamente a partir de ese año.

## Comercio ilícito
En 1999, la fábrica de armamento Izhmash (ahora llamada Corporación Kalashnikov, producto de su fusión con la Planta mecánica de Izhevsk en 2013) adquirió la patente del sistema Kaláshnikov, por lo que es ilegal fabricar cualquier variación del AK sin el consentimiento de Izhevsk Corp. Sin embargo, esta arma es fabricada en al menos 14 países, un millón de AK-47 y sus variantes son fabricados al año ilegalmente en todo el mundo, y se estima que existen entre 70 y 100 millones de unidades en circulación.
El AK-47 y sus variantes son las armas más vendidas ilegalmente en todo el mundo: son adquiridas tanto por gobiernos legítimos como por rebeldes, grupos criminales, terroristas y civiles. En algunos países los AK son tan baratos que su precio oscila entre los 30 y 125 dólares por arma.

## Influencia cultural
Esa arma barata y eficaz se convirtió en símbolo de libertad y de esperanza para los parias de la tierra; para quienes creían que solo hay una forma de cambiar el mundo: pegándole fuego de punta a punta. En aquel tiempo, cuando estaba claro contra quién era preciso dispararlo, levantar en alto un AK-47 era alzar un desafío y una bandera. (...) El Kaláshnikov, arma de los pobres y los oprimidos, quedó como símbolo del mundo que pudo ser y no fue. Arturo Pérez-Reverte

En el contexto de la guerra fría, la Unión Soviética proporcionaba a sus aliados fusiles Kaláshnikov de forma masiva, debido a su bajo coste y su gran efectividad. Es por ello que era frecuentemente empleado por los sandinistas en Nicaragua, el Viet Cong en Vietnam, así como numerosas guerrillas revolucionarias en Oriente Medio, Asia y África.
Pesa en el inconsciente colectivo de Occidente tanto en la época de la guerra fría como actualmente asociar el Kaláshnikov con sus enemigos. Durante la década de 1980, la Unión Soviética fue el principal proveedor de armas a los países beligerantes con el bando capitalista, en Oriente Medio a Siria, Libia e Irán. Tras el desequilibrio geopolítico resultante de la caída del comunismo, los AK-47 se han distribuido por todo el mundo por cárteles de la droga y grupos terroristas como los Talibán, el ISIS y Al-Qaeda en Afganistán e Irak o las guerrillas de las Fuerzas Armadas Revolucionarias de Colombia - Ejército del Pueblo (FARC-EP) y el Ejército de Liberación Nacional(ELN), los paramilitares de las Autodefensas Unidas de Colombia (AUC), y es usado por Grupos Armados Organizados en Colombia (donde también es usado por el Instituto Nacional Penitenciario y Carcelario INPEC), entre otros grupos. Por estas razones, en Occidente el AK-47 se asocia a la insurgencia o el terrorismo. En cambio, en el Tercer Mundo, el AK-47 se asocia con la revolución o la lucha por la liberación nacional contra una ocupación extranjera, el imperialismo, o el colonialismo, debido a su bajo coste y las relaciones diplomáticas amistosas de muchos de estos países con la URSS durante la Guerra Fría.
Debido a esta proliferación de los Kaláshnikov, esta arma es el único fusil de asalto que figura en una bandera y escudo nacionales, los de Mozambique, ya que gracias a esta arma el país logró su independencia. Aparece también en el escudo de Zimbabue y en el escudo de Timor Oriental desde el año 2007, así como en la bandera de la organización islamista chií Hezbolá, el escudo de la Guardia Revolucionaria de Irán, el escudo del grupo yihadista nigeriano Ansaru y la bandera de las FARC-EP de Colombia..
Actualmente, en México el fusil de asalto AK-47 es apodado como "cuerno de chivo" debido a la forma curva de los cargadores, similar a los cuernos de una cabra macho (chivo). Los "cuernos de chivo" son una de las armas predilectas de los cárteles que se dedican al tráfico de drogas y otros ilícitos. El gobierno mexicano ha decomisado una gran cantidad de este tipo de armas, cuando ha tenido enfrentamientos con los cárteles de la droga. Aparece frecuentemente nombrado en canciones de narcocorrido y hip hop (principalmente en el gangsta rap).
En septiembre de 2017 en la ciudad de Moscú fue inaugurada una estatua dedicada al inventor de esta arma Mijaíl Kaláshnikov.

## Usuarios
Países que emplean o emplearon el AK-47 y sus variantes.
- Afganistán[26]
- Albania[27]
- República Democrática Alemana[28]
- Argelia[27]
- Angola[27]
- Armenia[27]
- Autoridad Palestina[29]
- Azerbaiyán[27][30]
- Bangladés[27]
- Benín[27]
- Bielorrusia[27]
- Bosnia y Herzegovina[27]
- Botsuana[27]
- Bulgaria[27]
- Burkina Faso[31][32][33]
- Burundi[34][35]
- Cabo Verde[27]
- Camboya[27]
- Camerún[36][37]
- Catar[27]
- Chad[27]
- Chile[38]
- China: Empleaba la variante Tipo 56.[39]
- Colombia: Usado por las FARC-EP,ELN,AUC, etc. Usado por el INPEC.
- Comoras[27]
- Corea del Norte: Empleaba las variantes Tipo 56 y Tipo 58.[27]
- Costa de Marfil[40][41][42]
- Cuba[27]
- Ecuador[43]
- El Salvador[44]
- Egipto[27]
- EAU[27]
- Eritrea[27]
- Eslovenia[27]
- Estados Unidos: Utilizado por las fuerzas especiales para entrenamiento y operaciones encubiertas en territorio enemigo. También usa la variante versión civil semiautomatica WASR.[45][46][47]
- Estonia[27]
- Etiopía[27]
- Filipinas:Empleado por el PNP de la Ciudad de Santiago.[48]
- Gabón[27]
- Gambia[49][50][51][52]
- Georgia:[27]Reemplazado por la carabina M4 en 2008.[53]
- Ghana[54][55]
- Grecia:Empleado por la Unidad Especial Antiterrorista de la Policía Helénica.[56][57]
- Guatemala
- Guinea[27]
- Guinea-Bisáu[27]
- Guinea Ecuatorial[27]
- Guyana[27]
- Hungría[27]
- India: Empleado por la Fuerza Uno.[27][58]
- Irak:Se usa su variante Zastava M70[26][27]
- Irán[27]
- Kazajistán[27]
- Kenia[59]
- Kirguistán[27]
- Kuwait[60]
- Laos[27]
- Letonia[27]
- Líbano[27]
- Liberia[27]
- Libia[27]
- Lituania[27]
- Madagascar[27]
- Mali[27]
- Malta:Emplea la variante Tipo 56.[27]
- Mauritania[61][62][63]
- México[27] .Usado por el EZLN.
- Moldavia[27]
- Mongolia[27]
- Marruecos[27]
- Mozambique[27]
- Namibia[27]
- Níger[64][65][66]
- Nigeria[67][68][69]
- Pakistán:Emplea las variantes Tipo 56[70] y AK-103.[71]
- Polonia:[28]Reemplazadas por el AKM y el kbs wz. 1996 Beryl.
- República Árabe Saharaui Democrática[72]
- República Centroafricana[27]
- República del Congo[27]
- República Democrática del Congo[27]
- Macedonia del Norte[27][73]
- Rodesia[74]
- Ruanda[75]
- Rumania: Emplea la variante Pistol Mitralieră model 1965[27]
- Rusia[28]Reemplazado por el AK-74M desde 1974.
- Santo Tomé y Príncipe[27]
- Senegal[76]
- Serbia[27]
- Seychelles[27]
- Sierra Leona[27]
- Siria[27]
- Somalia[27]
- Sri Lanka: Emplea la variante Tipo 56.[27]
- Sudáfrica: Empleada por la Brigada de Fuerzas Especiales.[77]
- Sudán[27]
- Surinam[27]
- Tayikistán[27]
- Tanzania[27]
- Togo[27]
- Turquía[27]
- Turkmenistán[27]
- Uganda[27]
- Ucrania[27]
- Unión Soviética: Entró en servicio en 1951.
- Uzbekistán[27]
- Venezuela: Empleada la variante AK-103 por todo el ejército
- Vietnam: La variante Tipo 56 fue extensamente usada por el Viet Cong.[39]
- Yibuti[78][79]
- Yemen[27]
- Yugoslavia[28]
- Zambia[27]
- Zimbabue[27]